# Raúl González Gutiérrez
Pour les articles homonymes, voir Raúl González (homonymie), González et Gutiérrez.
Raúl González Gutiérrez, né le 8 janvier 1970 à Valladolid, est ancien joueur de handball et désormais entraîneur espagnol. 
Avec le club macédonien du RK Vardar Skopje qu'il dirige entre 2014 et 2018, il remporte notamment la Ligue des champions en 2017. En 2018, il devient l'entraîneur du Paris Saint-Germain.

## Biographie
Raúl González Gutiérrez est formé et évolue toute sa carrière en tant que demi-centre au BM Valladolid, entre 1987 et 2005. Face à la sévère concurrence du FC Barcelone, du Teka Santander, du Portland San Antonio et enfin du BM Ciudad Real, González et Valladolid ne parvient à remporter que deux titres en dix-huit ans de carrière, la Coupe ASOBAL et 2001 et la Coupe d'Espagne au terme de sa carrière en 2005. Néanmoins, plusieurs places d'honneur ont complété son palmarès avec notamment un titre de vice-champion d'Espagne en 1992 et trois finales de coupes d'Europe, en Coupe de l'EHF en 1999, en Coupe des Villes en 2000 et en Coupe des coupes en 2004. 
Il est également sélectionné à 57 reprises en équipe nationale d'Espagne, remportant notamment la médaille de bronze aux Jeux olympiques de  1996 d'Atlanta et deux médailles d'argent aux Championnats d'Europe en 1996 en Espagne et en 1998 en Italie
Fidèle à son club pendant toute sa carrière, c'est pourtant dans un autre club, le BM Ciudad Real, qu'il commence sa carrière d'entraîneur. En tant qu'adjoint de Talant Dujshebaev, il contribue à faire de Ciudad Real l'un des plus grands clubs masculins de handball des années 2000, remportant notamment trois Ligues des champions (en 2006, 2008, 2009) et quatre Championnats d'Espagne (en 2007, 2008, 2009 et 2010).

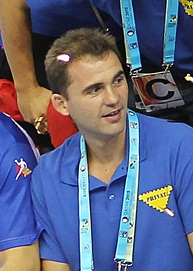
Raúl González Gutiérrez en 2012.

En 2013, le club, devenu Atlético de Madrid, est contraint de déposer le bilan et d'annoncer sa disparition. Le handball espagnol étant alors en crise, c'est à l'étranger qu'il faut trouver un nouveau point de chute. Ainsi, en janvier 2014, tandis que Talant Dujshebaev rejoint le club polonai du KS Kielce, Raúl González prend la direction du club macédonien du Vardar Skopje présidé par le milliardaire russe Sergueï Samsonenko. Outre trois Championnats et quatre Coupes de Macédoine, il permet également au club de remporter deux Ligues SEHA en 2014 et 2017 et surtout la Ligue des champions en 2017.
En novembre 2017 est annoncé sa signature d'un contrat de trois au Paris Saint-Germain à compter de l'intersaison 2018, en remplacement de Noka Serdarušić.
Nommé sélectionneur de l'équipe nationale de Macédoine au printemps 2017 alors qu'il gérait déjà le Vardar Skopje, il conduit Kiril Lazarov et ses compatriotes à la 11e place du Championnat d'Europe 2018 puis à la 15e place du Championnat du monde 2019. Au terme de la compétition, alors que son contrat courait jusqu'en 2020, un commun accord est trouvé avec la Fédération macédonienne pour mettre fin à son contrat.

## Palmarès de joueur

### En club
Compétitions internationales
- Finaliste de la Coupe d'Europe des vainqueurs de coupe en 2004
- Finaliste de la Coupe de l'EHF en 1999
- Finaliste de la Coupe des Villes en 2000

Compétitions nationales
- Vainqueur de la Coupe d'Espagne (1) : 2005
- Vainqueur de la Coupe ASOBAL (1) : 2001
- Vice-champion d'Espagne en 1992

### En équipe nationale
Jeux olympiques
-  Médaille de bronze aux Jeux olympiques 1996 d'Atlanta,  États-Unis

 Championnats d'Europe
-  Médaille d'argent au Championnat d'Europe 1996,  Espagne
-  Médaille d'argent au Championnat d'Europe 1998,  Italie

## Palmarès d’entraîneur

### Entraîneur-adjoint duBM Ciudad Real
Compétitions internationales
- Ligue des champions (3) : 2006, 2008, 2009
  - Finaliste en 2011, 2012
- Supercoupe d'Europe (3) : 2005, 2006, 2008
- Super Globe (3) : 2007, 2010, 2012
  - Finaliste : 2011

Compétitions nationales
- Championnat d'Espagne (4) : 2007, 2008, 2009, 2010
  - Vice-champion en 2006, 2011, 2012, 2013
- Coupe d'Espagne (4) : 2008, 2011, 2012, 2013
- Coupe ASOBAL (4) : 2006, 2007, 2008, 2011
- Supercoupe d'Espagne (3) : 2007, 2010, 2011

### Entraîneur duRK Vardar Skopje
Compétitions internationales
- Ligue des champions (1) : 2017
- Ligue SEHA (3) : 2014, 2017, 2018
  - Finaliste en 2016

Compétitions nationales
- Championnat de Macédoine (4) : 2015, 2016, 2017, 2018
- Coupe de Macédoine (5) : 2014, 2015, 2016, 2017, 2018

### Entraîneur duParis Saint-Germain
- Vainqueur du Championnat de France (6) : 2018-2019, 2019-2020, 2020-2021, 2021-2022, 2022-2023 et 2023-2024
- Vainqueur de la Coupe de France (2) : 2020-2021 et 2021-2022
- Vainqueur de la Coupe de la Ligue (1) : 2019